# ジョン・ホイジンガ
ジョン・ロバート・ホイジンガ （英語: John Robert Huizenga、1921年4月21日 - 2014年1月25日）は、アメリカ合衆国の原子核物理学者。
イリノイ州フルトン（en:Fulton, Illinois）出身。イリノイ大学アーバナ・シャンペーン校大学院在学中マンハッタン計画に参加し、ウランの濃縮度分析を担当した。1952年11月の世界初の水爆実験で得られた放射性物質を分析し、アインスタイニウムの発見に貢献した。1966年アーネスト・ローレンス賞受賞。

## 著作
- Robert Vandenbosch and John R. Huizenga  Nuclear fission  Academic Press , New York , 1973
- John R. Huizenga  Cold fusion : The Scientific Fiasco of the Century  , Oxford University Press , 1993
  - 日本語版 - J.R.ホイジンガ著,青木薫訳『常温核融合の真実 : 今世紀最大の科学スキャンダル』、化学同人、1995年[3]